# Passiespelen Hertme
De Passiespelen Hertme vinden plaats in het openluchttheater in Hertme, dat in de jaren vijftig gebouwd is.
Deze spelen worden door honderden vrijwilligers gerealiseerd. Hertme is een buurtschap, waarvan bijna alle bewoners wel bij dit evenement zijn betrokken.

## Geschiedenis
Pastoor Jan Veeger (1891-1972) is de grondlegger van de eerste passiespelen in Hertme in 1953, toen nog op de hei.
In 1955 kwam het openluchttheater gereed, waarin tot midden jaren zestig de spelen opgevoerd werden.
De belangstelling van het publiek was minder geworden en het theater raakte in verval. In 2008 ontstond een initiatief om de spelen nieuw leven in te blazen. In 2010 vond een renovatie van het theater plaats
en in 2011 waren er weer passiespelen.

## 2011
Na 40 jaar is het passiespel weer in Hertme opgevoerd in een zevental voorstellingen. In totaal woonden 8500 toeschouwers een voorstelling in 2011 bij.
De spelen hebben de Cogas Cultuurprijs 2011 gewonnen.

## 2014
Vanaf eind mei 2014 werd een tweede serie van het passiespel opnieuw in Hertme opgevoerd in een achttal voorstellingen. Nieuw was de dubbele bezetting voor de hoofdrollen. Er zijn nu plannen om de Passiespelen om de 5 jaar op te voeren. 

## 2019
In april 2019 wordt de derde serie van het passiespel opgevoerd in een zevental voorstellingen in een flink gemoderniseerde opzet. Zo zal er live-muziek zijn en is er een sterk thema gekoppeld "De Strijd" aan deze editie. Mensen die anders denken voeren een strijd met de gevestigde orde en vaak ook met zichzelf, een fenomeen dat van alle tijden is. In "De Strijd - Passiespelen Hertme" wordt dit fenomeen versterkt tot uiting gebracht door een bijna 200-tal gepassioneerde mensen op de bühne en nog eens een groot aantal mensen achter de schermen.